# Luis Gómez-Escolar
Luis Gómez-Escolar Roldán (n. 1949) este un compozitor și textier spaniol.